# Minettia aenigmatica
Minettia aenigmatica is een vliegensoort uit de familie van de Lauxaniidae. De wetenschappelijke naam van de soort werd voor het eerst geldig gepubliceerd in 2019 door Ebejer.